# Microcapillata clypealis
Microcapillata clypealis – gatunek chrząszcza z rodziny biedronkowatych i podrodziny Microweiseinae. Jedyny z monotypowego rodzaju Microcapillata.

## Taksonomia
Gatunek i rodzaj opisane zostały po raz pierwszy w 1977 roku przez Roberta Gordona na podstawie pojedynczego okazu samca. Znaleziony on został w 1955 roku na storczyku przechwyconym na granicy amerykańsko-meksykańskiej pochodzącym z San Luis Potosi.

## Morfologia
Chrząszcz o podługowato-owalnym, wyraźnie wysklepionym ciele długości 1,1 mm, ubarwionym żółtawobrązowo z rudobrązowymi pokrywami, z wierzchu porośniętym jednorodnymi, krótkimi, sterczącymi szczecinkami.
Głowa jest wydłużona, o dwa do trzech razy dłuższym niż panewki czułkowe i wokół nich wykrojonym frontoklipeusie. Czułki buduje dziesięć członów, z których siódmy jest poprzeczny, a trzy ostatnie formują zwartą buławkę. Bruzdy podczułkowe są krótkie. Oczy złożone budują duże omatidia. Szczęki mają wydłużone, niemal równoległoboczne z ukośnie ściętymi szczytami człony końcowe głaszczków szczękowych. Warga dolna ma wąsko rozstawione głaszczki wargowe.
Poprzeczne przedplecze ma w pełni wykształcone linie wydzielające przednie kąty od dysku i obrzeżone krawędzie boczne. Pokrywy mają gęsto punktowany wierzch i zanikające w drugiej połowie epipleury. Przedpiersie wypuszcza ku przodowi zasłaniający narządy gębowe płat, a między biodrami formuje obrzeżony wyrostek o równoległych bokach. Poprzeczne zapiersie ma opadające linie udowe. Smukłe odnóża kończą się trójczłonowymi stopami.
Odwłok ma sześć widocznych na spodzie sternitów (wentrytów), z których pierwszy jest zaopatrzony w niepełne, łukowate linie udowe oraz bardzo krótkie linie dodatkowe. Samiec ma niesymetryczny tegmen, mocno niesymetryczne paramery oraz długie prącie o zredukowanej kapsule nasadowej.